# مارك هنري
مارك جيرولد هنري (بالإنجليزية: Mark Jerrold Henry) مصارع أمريكي. ولد في 12 يونيو 1971. أحـد مصـارعيـن اتحـاد الدبليو دبليو إي، ويعتبـر مـن اكثـر مصـارعي الاتحـاد وزنـاً (161 كغ). ضخامـته تساعـده في خـوض أقـوى المباريـات، حقق خـلال مسيـرته الطويلة حـزام أوروبـا، وحـزام الإكستريـم ECW، وحزام بطولة العالم للوزن الثقيل.
الطول(1،91م)، الضربة القاضية(world strongest slam), الوزن (161كغ)
بدأ مارك هنري حياته كلاعب كرة قدم أمريكية ثم أتجه إلى الألعاب الأولمبية حيث شارك في أولمبياد برشلونة عام 1992 وربح الكثير من الميداليات الذهبية والفضية والبرونزية لكنه ترك هذه الألعاب
ثم اتجه إلى المصارعة وبدأت مسيرته في عالم المصارعة الحرة عام 1996 عندما وقع مع WWe
ثم تابع مارك هنري مسيرته في WWeحتى عام 2000 بعدها ذهب مارك هنري إلى OVWولعب هناك عام واحد فقط ثم عاد إلى WWE
حقق مارك هنري لقب أقوى رجل في العالم عام 2002 والتي أقيمت في مدينة كولومبس أوهايو
اعدائه _ باتيستا، اندرتيكر،بيغ شو , اليغاسي، مجموعة نكسس، ذا ميز، مات هارديش، شايمس. اصدقائه جون سينا، MVP,كوفي كينغستون، ايفان بورن، the great khali ,big daddy v أغنية الدخول إلى الحلبة Some Bodies Gonna Get غنيت بواسطة (Three 6 mafla).وقد كان في عداوة مع المصارع شيمس ثم حل بديل ل رون كيلينغز في مهرجان ماني إن ذا بانك بسبب اصابة ار تروث في يده الذي سببها له المصارع ذا ميز. وقد شارك في فريق الرو ضد مجموعة نكسس في مباراة سبعة ضد سبعة والفريق مكون من مارك هنري وهارت داينستي وغولدست ويوشي تاتسو وايفان بورن و(المعلق) جيري لولر. وخسر الفريق، شكل فريق مع ايفان بورن وحاولوا الحصول على لقب التاج تيم.
في 25 إبريل 2011 انتقل مارك هنري إلى سماك داون وبعد تحديد مباراة من ثيودر لونغ في نفس الليلة فريق رو وهو ميز وسي ام بانك وديل ريو ضد فريق سماك داون وهو كرستيان ومارك هنري وجون سينا.وعندما اوشك جون سينا على تنفيذ (fu) هاجمه مارك هنري وضربه وأثناء خروجه اعترضه كرستيان لفعلته ولكنه حمله وضربه إلى زاوية الحلبة وخسرو المباراة وأول صراع له في سماك داون عام 2011 كان ضد ري ميستريو والغي الحكم المباراة بسبب تدخل كودي رودز على ري ميستريو وفاز في المباراة الملكية التي اقيمت في سماك داون بعد عرض سمر سلام وأصبح المتنافس الأول على بطولة الوزن الثقيل وهزم راندى اورتن في عرض ليلة الابطال وأصبح بطل العالم في الوزن الثقيل إلى ان هزمه بيغ شو في عرض TLC عام 2011

## روابط خارجية
- مارك هنري على موقع IMDb (الإنجليزية)
- مارك هنري على موقع إن إن دي بي (الإنجليزية)
- مارك هنري على موقع قاعدة بيانات الفيلم (الإنجليزية)
- مارك هنري على موقع IAT Database Weightlifting (الألمانية)
- مارك هنري على موقع دبليو دبليو إي (الإنجليزية)
- مارك هنري على موقع WrestlingData.com (الإنجليزية)
- مارك هنري على موقع CageMatch worker (الإنجليزية)
- مارك هنري على موقع قاعدة بيانات المصارعة على الإنترنت (الإنجليزية)
- مارك هنري على موقع عالم المصارعة على الإنترنت (الإنجليزية)
- مارك هنري على موقع عالم المصارعة على الإنترنت (الإنجليزية)
- مارك هنري على موقع اللجنة الأولمبية الدولية (الإنجليزية)
- مارك هنري على موقع أوليمبيديا (الإنجليزية)